# Ephesia longipalpis
Ephesia longipalpis là một loài bướm đêm trong họ Noctuidae.